# Caucher Birkar
Caucher Birkar, pseudonimo di Fereydoun Derakhshani (in curdo كۆچه‌ر بیركار‎, Koçer Bîrkar, in persiano کوچر بیرکار‎; Ney, 1º luglio 1978), è un matematico iraniano naturalizzato britannico, di etnia curda, professore all'Università di Cambridge.
Birkar ha dato un importante contributo alla moderna geometria birazionale. Nel 2010 ha ricevuto il Premio Leverhulme in matematica e statistica per il suo contributo alla geometria algebrica, e nel 2016 l'AMS Moore Prize per l'articolo Esistenza di modelli minimi per varietà di log di tipo generale, in Journal of the AMS (2010, in collaborazione con P. Cascini, C. Hacon e J. McKernan). È stato premiato con la Medaglia Fields nel 2018, "per la sua dimostrazione della limitatezza delle varietà di Fano e dei contributi al problema del modello minimale"

## Gioventù e istruzione
Birkar è nato nel 1978 a Marivan, nella provincia del Kurdistan, in Iran, in una fattoria di sussistenza nel mezzo della guerra Iran-Iraq, dove ha trascorso i suoi anni di scuola. Ha studiato matematica all'Università di Teheran dove ha conseguito la laurea. Nel 2000 ha vinto il terzo premio al concorso internazionale di matematica per studenti universitari e, poco dopo, mentre studiava ancora all'università, si è trasferito nel Regno Unito come rifugiato e ha chiesto asilo politico. Nel 2001-2004 Birkar era uno studente di dottorato presso l'Università di Nottingham. Nel 2003 è stato insignito della borsa di studio Cecil King Travel dalla London Mathematical Society come studente di dottorato più promettente.
Dopo essere emigrato nel Regno Unito, ha cambiato il suo nome in Caucher Birkar, che significa "matematico migrante" in curdo.

## Ricerche
Insieme a Paolo Cascini, Christopher Hacon e James McKernan, Birkar ha risolto alcune importanti congetture in geometria algebrica tra cui l'esistenza di log flip, la generazione finita degli anelli canonici di varietà algebriche lisce e l'esistenza di modelli minimali per varietà di tipo log-generale, basate sui precedenti lavori di Vyacheslav Shokurov e di Hacon e McKernan.
Nel caso delle varietà con singolarità log canoniche, ha dimostrato l'esistenza dei log flip e di alcuni casi chiave del problema del modello minimale e della congettura di abbondanza (questo è stato dimostrato in modo indipendente anche da Hacon e Chenyang Xu).
In una direzione diversa, ha studiato il vecchio problema di Iitaka sull'effettività delle fibrazioni di Iitaka indotte dai sistemi pluricanonici su varietà di dimensione Kodaira non negativa. Il problema si divide in due parti: una correlata alle fibre generali della fibrazione e una correlata alla base della fibrazione. Birkar e Zhang hanno co-risolto la seconda metà del problema, quindi riducono sostanzialmente il problema di Iitaka al caso speciale di dimensione di Kodaira zero.
In lavori più recenti, Birkar ha studiato le varietà di Fano e le singolarità dei sistemi lineari anticanonici. Ha risolto diversi problemi fondamentali come la congettura di Shokurov sulla limitatezza dei complementi e la congettura di Borisov-Alexeev-Borisov sulla limitatezze delle varietà di Fano con singolarità epsilon-klt. Nel 2018 Birkar ha ricevuto la medaglia Fields per la dimostrazione della limitatezza delle varietà di Fano e i suoi contributi al programma del modello minimale. La medaglia Fields di Birkar è stata rubata lo stesso giorno in cui gli è stata assegnata. L'ICM ha annunciato che avrebbe emesso una medaglia sostitutiva.
Birkar è anche attivo nel campo della geometria birazionale su campi di caratteristica positiva. Il suo lavoro, insieme al lavoro di Hacon-Xu, completa quasi totalmente il programma del modelli minimale per varietà di dimensione tre su campi di caratteristica almeno sette.